# Ismaïl Aissati
Ismaïl Aissati (arabsky إسماعيل العيساتي; narozen 16. srpna 1988, Utrecht, Nizozemsko) je nizozemsko-marocký fotbalový záložník, který působí v ruském klubu Terek Groznyj. Je členem marocké reprezentace.

## Klubová kariéra
V Nizozemsku hrál profesionálně za kluby PSV Eindhoven, FC Twente (půlroční hostování), AFC Ajax a Vitesse (roční hostování).
Před sezónou 2012/13 přestoupil do tureckého klubu Antalyaspor.
V září 2013 přestoupil do ruského Terek Groznyj, kde podepsal tříletý kontrakt.

## Reprezentační kariéra

### Nizozemsko
Byl členem nizozemského mládežnického výběru U21. Zúčastnil se Mistrovství Evropy hráčů do 21 let 2006 v Portugalsku, kde mladí Nizozemci vybojovali svůj první titul v této věkové kategorii, když porazili ve finále Ukrajinu 3:0. Na turnaji nastoupil ve všech pěti zápasech.
O rok později si zlatý úspěch zopakoval na domácím Mistrovství Evropy hráčů do 21 let 2007, kde Nizozemci porazili ve finále Srbsko 4:1.

### Maroko
V marockém reprezentačním A-mužstvu debutoval v přátelském zápase v Dakaru proti domácímu Senegalu 10. srpna 2011, když šel na hřiště v 70. minutě (výhra Maroka 2:0).